# Ja, weet je...
Ja, weet je... (ondertitel: Monoloog van een zestigjarige employé) is een hoorspel van Hubert Fichte. Also… Monolog eines sechzigjährigen Angestellten werd op 27 november 1972 door de Westdeutscher Rundfunk uitgezonden. Thérèse Cornips vertaalde het en de KRO zond het uit in het programma Dinsdagavondtheater op dinsdag 12 maart 1974 (met een herhaling op dinsdag 27 augustus 1974). De regisseur was Léon Povel. Het hoorspel duurde 61 minuten.

## Rolbezetting
- Léon Povel (spreker)

## Inhoud
Hubert Fichte: “Hoe bemint een employé vandaag in de Bondsrepubliek - een zestigjarige employé, een zestigjarige homoseksuele employé? Onze maatschappij gunt hem nauwelijks iets anders dan mogelijkheden tot geluk tegen betaling. Na de opheffing van paragraaf 175 (die homoseksuele contacten verbood) werden ook onder de eertijds klassenloze laag van de onderdrukten de klassentegenstellingen scherper. Clubs en supersterren nemen in aantal toe, maar dan voor topfitte topverdieners. Ik vraag voor de zestigjarige homoseksuele employé niet om medelijden, noch om Mao of Freud. Ik hoop alleen maar dat zijn seksuele behoeften als iets vanzelfsprekends worden beschouwd en dat we hij daardoor een ander zelfbeeld krijgt.”